# Nudelman-Richter NR-23
Nudelman-Richter NR-23 (ryska: Нудельмана-Рихтера НР-23) är en sovjetisk automatkanon konstruerad i slutet av 1940-talet. Den var en vidareutveckling av automatkanoner i samma kaliber från andra världskriget, men konstruerad för högre eldhastighet för att kunna bekämpa allt snabbare jetflygplan. Den användes både som fast beväpning på jaktflygplan som MiG-15 och MiG-17 (då i kombination med den betydligt kraftfullare N-37) samt som självförsvarsvapen ombord på bombflygplan som Il-28 och Tu-16.
I den senare applikationen kom den snart att ersättas av AM-23 som hade ännu högre eldhastighet. I jaktflygplan ersattes den delvis av sin storebror NR-30, men blev inte helt utfasad förrän GSj-23 introducerades på 1960-talet.